# Hello! Project shuffle units
Les Hello! Project shuffle units (シャッフルユニット, shaffuru yunitto, « groupes mélangés ») sont des groupes de J-pop créés à titre temporaire chaque année entre 2000 et 2005, mélangeant les solistes et membres des divers groupes du Hello! Project.
Chaque année un thème différent sert d'illustration aux noms et aux chansons, toutes de styles variés. Les trois premières années, les trois groupes sont en compétition en sortant chacun leur propre single. Puis à partir de 2003, les ventes déclinant, les chansons sont regroupées sur un même maxi-single. Jusqu'en 2004 inclus, quasiment tous les membres du H!P participent, puis seulement une douzaine pour la dernière édition en 2005.
En 2009, le concept des shuffle units est réutilisé pour un album de reprises, Chanpuru 1 ~Happy Marriage Song Cover Shū~, avec la recréation provisoire d'anciens groupes mais avec de nouveaux membres venant des divers groupes actifs. En 2011, tous les membres du H!P participent à un même groupe, Hello! Project Mobekimasu, sur le modèle de l'édition de 2004.

## 2000: les groupes colorés

### Akagumi 4
- Membres : Yuko Nakazawa et Maki Goto (Morning Musume) ; Danielle Delaunay (Coconuts Musume) ; Miho Shinoda (T&C Bomber)
- Lead Singer : Maki Goto
- Titre : Akai Nikkichō
- Sortie : 8 mars 2000 (single)
- Compilation : Petit Best ~Ki Ao Aka~

### Kiiro 5
- Membres : Natsumi Abe et Kei Yasuda (Morning Musume) ; Ayaka Kimura (Coconuts Musume) ; Ruru Honda (T&C Bomber) ; la soliste Michiyo Heike
- Lead Singers : Natsumi Abe, Kei Yasuda
- Titre : Kiiroi Osora de Boom Boom Boom
- Sortie : 8 mars 2000 (single)
- Compilation : Petit Best ~Ki Ao Aka~

### Aoiro 7
- Membres : Kaori Iida, Mari Yaguchi, et Sayaka Ichii (Morning Musume) ; Mika Todd et Lehua Sandbo (Coconuts Musume) ; Miwa Kominato et Atsuko Inaba (T&C Bomber)
- Lead Singer : Kaori Iida, Mari Yaguchi, Sayaka Ichii
- Titre : Aoi Sports Car no Otoko
- Sortie : 8 mars 2000 (single)
- Compilation : Petit Best ~Ki Ao Aka~

## 2001: les groupes festifs

### 3-nin Matsuri
- Membres : Rika Ishikawa et Ai Kago (Morning Musume) ; la soliste Aya Matsūra
- Lead Singer : tous
- Titre : Chu! Natsu Party
- Sortie : 4 juillet 2001 (single)
- Compilation : Petit Best 2 ~3, 7, 10~

### 7-nin Matsuri
- Membres : Mari Yaguchi et Maki Goto (Morning Musume) ; Ayaka Kimura et Lehua Sandbo (Coconuts Musume) ; Asami Kimura (Country Musume) ; Ayumi Shibata (Melon Kinenbi) ; la soliste Michiyo Heike
- Lead Singers : Mari Yaguchi, Maki Goto
- Titre : Summer Reggae! Rainbow
- Sortie : 4 juillet 2001 (single)
- Compilation : Petit Best 2 ~3, 7, 10~

### 10-nin Matsuri
- Membres : Natsumi Abe, Kaori Iida, Kei Yasuda, Hitomi Yoshizawa, et Nozomi Tsuji (Morning Musume) ; Megumi Murata, Masae Ootani, et Hitomi Saito (Melon Kinenbi) ; Rinne Toda (Country Musume) ; Mika Todd (Coconuts Musume)
- Lead Singers : Natsumi Abe, Nozomi Tsuji
- Titre : Dancing! Natsu Matsuri
- Sortie : 4 juillet 2001 (single)
- Compilation : Petit Best 2 ~3, 7, 10~

## 2002: les groupes joyeux

### Happy 7
- Membres : Ai Kago, Makoto Ogawa, Risa Niigaki, et Ai Takahashi (Morning Musume) ; Mika Todd (Coconuts Musume) ; Asami Kimura (Country Musume), et Hitomi Saito (Melon Kinenbi)
- Lead Singers : Ai Kago, Ai Takahashi, Makoto Ogawa, and Risa Niigaki
- Titre : Shiawase Beam! Suki Suki Beam!
- Sortie : 3 juillet 2002 (single)
- Compilation : Petit Best 3

### Sexy 8
- Membres : Mari Yaguchi, Maki Goto, Hitomi Yoshizawa, et Rika Ishikawa (Morning Musume) ; Ayaka Kimura (Coconuts Musume) ; Mai Satoda (Country Musume) ; Masae Ohtani (Melon Kinenbi) ; la soliste Michiyo Heike
- Lead Singer : tous
- Titre : Shiawase Desu ka?
- Sortie : 3 juillet 2002 (single)
- Compilation : Petit Best 3

### Odoru 11
- Membres : Natsumi Abe, Kaori Iida, Kei Yasuda, Nozomi Tsuji, et Asami Konno (Morning Musume) ; Rinne Toda (Country Musume) ; Megumi Murata et Ayumi Shibata (Melon Kinenbi) ; les solistes Aya Matsūra, Rika Ishii, et Miki Fujimoto
- Lead Singers : Natsumi Abe, Aya Matsūra
- Titre : Shiawase Kyōryū Ondo
- Sortie : 3 juillet 2002 (single)
- Compilation : Petit Best 3

## 2003: les groupes élémentaires

### Salt 5
- Membres : Natsumi Abe, Ai Kago, et Makoto Ogawa (Morning Musume) ; les solistes Aya Matsūra et Yuki Maeda
- Lead Singers : Natsumi Abe, Aya Matsūra, et Ai Kago
- Titre : Get Up! Rapper
- Sortie : 9 juillet 2003 (maxi-single en commun)
- Compilation : Petit Best 4

### 7 Air
- Membres : Rika Ishikawa, Ai Takahashi, Risa Niigaki (Morning Musume) ; Mika Todd (Coconuts Musume) ; Masae Ootani (Melon Kinenbi) ; Mai Satoda (Country Musume) ; la soliste Atsuko Inaba
- Lead Singers : Rika Ishikawa, Ai Takahashi, Masae Ootani, Mai Satoda
- Titre : Kowarenai Ai ga Hoshii no
- Sortie : 9 juillet 2003 (maxi-single en commun)
- Compilation : Petit Best 4

### 11 Water
- Membres : Kaori Iida, Mari Yaguchi, Nozomi Tsuji, Hitomi Yoshizawa, Asami Konno et Miki Fujimoto (Morning Musume) ; Ayaka Kimura (Coconuts Musume) ; Asami Kimura (Country Musume) ; Megumi Murata, Hitomi Saito, et Ayumi Shibata (Melon Kinenbi)
- Lead Singers : Mari Yaguchi, Miki Fujimoto, Nozomi Tsuji, Hitomi Yoshizawa
- Titre : Be All Right!
- Sortie : 9 juillet 2003 (maxi-single en commun)
- Compilation : Petit Best 4

## 2004: le groupe scolaire

### H.P. All Stars
- Membres : 
  - Solistes du H!P : Yuko Nakazawa, Natsumi Abe, Kei Yasuda, Maki Goto, Atsuko Inaba, Ayaka, Yuki Maeda, Aya Matsūra
  - de Morning Musume : Kaori Iida, Mari Yaguchi, Rika Ishikawa, Hitomi Yoshizawa, Ai Takahashi, Asami Konno, Makoto Ogawa, Risa Niigaki, Miki Fujimoto, Eri Kamei, Sayumi Michishige, Reina Tanaka
  - de Country Musume : Asami, Mai Satoda, Miuna
  - de Melon Kinenbi : Hitomi Saito, Megumi Murata, Masae Otani, Ayumi Shibata
  - de V-u-den : Erika Miyoshi, Yui Okada
  - de W : Nozomi Tsuji, Ai Kago
  - de Berryz Kōbō : Saki Shimizu, Momoko Tsugunaga, Chinami Tokunaga, Māsa Sudō, Miyabi Natsuyaki, Maiha Ishimura, Yurina Kumai, Risako Sugaya
  - du H!P Kids (futur Cute) : Erika Umeda, Maimi Yajima, Megumi Murakami, Saki Nakajima, Airi Suzuki, Chisato Okai, Mai Hagiwara
- Lead Singer : toutes
- Titre : All for One & One for All!
- Sortie : 1er décembre 2004 (single)
- Compilation : Petit Best 5
- Note: Toutes les artistes du H!P participent à ce groupe ; chacune porte un uniforme scolaire, différent selon son groupe d'appartenance.

## 2005: les groupes élégants

### Sexy Otonajan
- Membres : Miki Fujimoto (Morning Musume) ; Miyabi Natsuyaki (Berryz Kobo) ; Megumi Murakami (℃-ute).
- Lead Singer : Miki Fujimoto
- Titre : Onna, Kanashii, Otona
- Sortie : 22 juin 2005 (maxi-single en commun)
- Compilation : Petit Best 6

### Elegies
- Membres : Ai Takahashi et Reina Tanaka (Morning Musume) ; Ayumi Shibata (Melon Kinenbi) ; Mai Satoda (Country Musume).
- Lead Singers : toutes
- Titre : Inshōha Renoir no Yō ni
- Sortie : 22 juin 2005 (maxi-single en commun)
- Compilation : Petit Best 6

### Puripuri Pink
- Membres : les ex- Morning Musume Yuko Nakazawa, Kaori Iida, Kei Yasuda, et l'ex- T&C Bomber Atsuko Inaba.
- Lead Singers : toutes
- Titre : Hitoshirezu Mune wo Kanaderu Yoru no Aki
- Sortie : 22 juin 2005 (maxi-single en commun)
- Compilation : Petit Best 6

## 2009: les groupes Chanpuru
High-King
- Membres : Ai Takahashi, Reina Tanaka (Morning Musume) ; Saki Shimizu (Berryz Kobo) ; Maimi Yajima (℃-ute) ; Yūka Maeda (S/mileage)
- Titres : Diamond, sur l'album Chanpuru 1 (...) ; Destiny Love, sur la compilation Petit Best 10
- Note : le groupe avec le même effectif avait déjà sorti un single en 2008 : C\C (Cinderella\Complex).

Zoku V-u-den
- Membres :  Sayumi Michishige et Jun Jun (Morning Musume) ; Risako Sugaya (Berryz Kobo)
- Titre : ONLY YOU, sur l'album Chanpuru 1 ~Happy Marriage Song Cover Shū~

Aa!
- Membres :  Miyabi Natsuyaki (Berryz kobo) ; Airi Suzuki (℃-ute) ; Akari Saho (Shugo Chara Egg!).
- Titres : YES-YES-YES, sur l'album Chanpuru 1 (...) ; Yume To Genjitsu, sur la compilation Petit Best 10

ZYX-α
- Membres :  Risa Niigaki et Koharu Kusumi (Morning Musume) ; Momoko Tsugunaga, Chinami Tokunaga et Maasa Sudou (Berryz Kobo) ; Erika Umeda (℃-ute) ; Ayaka Wada et Saki Ogawa (S/mileage)
- Titre : Mirai Yosôzu II, sur l'album Chanpuru 1 ~Happy Marriage Song Cover Shū~

Shin Minimoni
- Membres :  Lin Lin (Morning Musume) ; Kanon Fukuda (S/mileage) ; Akari Takeuchi et Karin Miyamoto (Hello! Pro Egg).
- Titres : Tentô Chū no Sanba, sur l'album Chanpuru 1 (...) ; Pen Pen Kyôdai, sur la compilation Petit Best 10

Petitmoni V
- Membres :  Saki Nakajima et Mai Hagiwara (℃-ute) ; la soliste Erina Mano
- Titres : Kimi ga iru dake de, sur l'album Chanpuru 1 (...) ; Pira! Otome No Onegani, sur la compilation Petit Best 10

Tanpopo#
- Membres :  Eri Kamei et Aika Mitsui (Morning Musume) ; Yurina Kumai (Berryz Kobo) ; Chisato Okai (℃-ute)
- Titres : Akai Sweet Pea, sur l'album Chanpuru 1 (...) ; Umbrella, sur la compilation Petit Best 10

## 2011: Mobekimasu
- Membres : 
  - de Morning Musume : Risa Niigaki, Sayumi Michishige, Reina Tanaka, Aika Mitsui, Mizuki Fukumura, Erina Ikuta, Riho Sayashi, Kanon Suzuki (Haruna Iikubo, Ayumi Ishida, Masaki Satō et Haruka Kudō rejoindront la formation après la sortie du single)
  - de Berryz Kōbō : Saki Shimizu, Momoko Tsugunaga, Chinami Tokunaga, Māsa Sudō, Miyabi Natsuyaki, Maiha Ishimura, Yurina Kumai, Risako Sugaya
  - de Cute : Maimi Yajima, Saki Nakajima, Airi Suzuki, Chisato Okai, Mai Hagiwara
  - de Smileage : Yūka Maeda, Ayaka Wada, Kanon Fukuda, Kana Nakanishi, Akari Takeuchi, Rina Katsuta, Meimi Tamura
  - Soliste du H!P : Erina Mano
- Titre : Busu ni Naranai Tetsugaku
- Sortie : 16 novembre 2011 (single)
- Note: Toutes les artistes du H!P du moment participent à ce groupe.

## Discographie

### Singles CD
- 8 mars 2000 : Aoi Sports Car no Otoko (Aoiro 7)
- 8 mars 2000 : Akai Nikkichō (Akagumi 4)
- 8 mars 2000 : Kiiroi Osora de Boom Boom Boom (Kiiro 5)
- 4 juillet 2001 : Summer Reggae! Rainbow (7-nin Matsuri)
- 4 juillet 2001 : Dancing! Natsu Matsuri (10-nin Matsuri)
- 4 juillet 2001 : Chu! Natsu Party (3-nin Matsuri)
- 3 juillet 2002 : Shiawase Beam! Suki Suki Beam! (Sexy 8)
- 3 juillet 2002 : Shiawase Kyōryū Ondo (Odoru 11)
- 3 juillet 2002 : Shiawase Desu ka? (Happy 7)
- 9 juillet 2003 : Kowarenai Ai ga Hoshii no / Get Up! Rapper / Be All Right! (7 Air / Salt 5 / 11 Water)
- 1er décembre 2004 : All for One & One for All! (H.P. All Stars)
- 22 juin 2005 : Onna, Kanashii, Otona / Inshōha Renoir no Yō ni / Hitoshirezu Mune wo Kanaderu Yoru no Aki (Sexy Otonajan / Elegies / Puripuri Pink)

Single similaire
- 16 novembre 2011 : Busu ni Naranai Tetsugaku (Hello! Project Mobekimasu)

### Singles V (DVD)
- 24 mai 2000 : DVD The Ki Ao Aka (Kiiro 5 / Aoiro 7 / Akagumi 4)
- 28 août 2001 : The 3, 7, 10nin Matsuri (3-nin Matsuri / 7-nin Matsuri / 10-nin Matsuri)
- 21 août 2002 : Shiawase Beam! Suki Suki Beam / Shiawase Desu ka? / Shiawase Kyōryū Ondo (Sexy 8 / Odoru 11 / Happy 7)
- 9 juillet 2003 : Kowarenai Ai ga Hoshii no / Get Up! Rapper / Be All Right! (7 Air / Salt 5 / 11 Water)
- 6 juillet 2005 : Onna, Kanashii, Otona / Inshōha Renoir no Yō ni / Hitoshirezu Mune wo Kanaderu Yoru no Aki (Sexy Otonajan / Elegies / Puripuri Pink)

### Participations
Compilations CD
- 26 avril 2000 : Petit Best ~Ki Ao Aka~ (Kiiro 5 / Aoiro 7 / Akagumi 4)
- 19 décembre 2001 : Petit Best 2 ~3, 7, 10~ (3-nin Matsuri / 7-nin Matsuri / 10-nin Matsuri)
- 18 décembre 2002 : Petit Best 3 (Sexy 8 / Odoru 11 / Happy 7)
- 17 décembre 2003 : Petit Best 4 (7 Air / Salt 5 / 11 Water)
- 22 décembre 2004 : Petit Best 5 (H.P. All Stars)
- 21 décembre 2005 : Petit Best 6 (Sexy Otonajan / Elegies / Puripuri Pink)
- 10 décembre 2008 : Hello! Project Shuffle Unit Mega Best

Compilations DVD
- 15 décembre 2004 : Petit Best DVD (Kiiro 5 / Aoiro 7 / Akagumi 4)
- 15 décembre 2004 : Petit Best 2 DVD (3-nin Matsuri / 7-nin Matsuri / 10-nin Matsuri)
- 15 décembre 2004 : Petit Best 3 DVD (Sexy 8 / Odoru 11 / Happy 7)
- 15 décembre 2004 : Petit Best 5 DVD (H.P. All Stars)
- 21 décembre 2005 : Petit Best 6 DVD (Sexy Otonajan / Elegies / Puripuri Pink / H.P. All Stars)

Albums similaires
- 15 juillet 2009 : Chanpuru 1 ~Happy Marriage Song Cover Shū~ (avec les titres inédits des groupes de 2009)
- 2 décembre 2009 : Petit Best 10 (avec d'autres titres inédits des groupes de 2009)

## Liens
- (ja) Discographie officielle
- (ja) Discographie sur le site du H!P